# 2206 Gabrova
A 2206 Gabrova (ideiglenes jelöléssel 1976 GR3) a Naprendszer kisbolygóövében található aszteroida. Nyikolaj Csernih fedezte fel 1976. április 1-jén.